# Xã Maryland, Quận Ward, Bắc Dakota
Xã Maryland (tiếng Anh: Maryland Township) là một xã thuộc quận Ward, tiểu bang Bắc Dakota, Hoa Kỳ. Năm 2010, dân số của xã này là 70 người.